# Eidmannella
Eidmannella là một chi nhện trong họ Nesticidae.

## Các loài
- Eidmannella bullata Gertsch, 1984
- Eidmannella delicata Gertsch, 1984
- Eidmannella nasuta Gertsch, 1984
- Eidmannella pachona Gertsch, 1984
- Eidmannella pallida (Emerton, 1875)
- Eidmannella reclusa Gertsch, 1984
- Eidmannella rostrata Gertsch, 1984
- Eidmannella tuckeri Cokendolpher & Reddell, 2001